# Cappella del Sacro Cuore di Maria
La cappella del Sacro Cuore di Maria è un edificio sacro che si trova a Porto Azzurro.

## Storia e descrizione
La chiesetta, adiacente a quella della Madonna del Carmine, fu completata nel 1727, e inaugurata il 17 maggio, e comprendeva originariamente un porticato. All'interno il monumento funebre del generale spagnolo Diego de Alarçon e un
altare con un cuore rosso in campo nero che richiama la titolazione della cappella.